# Sandro Colaço
Sandro Colaço de Lima (Curitiba, 26 de abril de 1974) é um esgrimista paraolímpico brasileiro.
Depois de sofrer um acidente que lhe causou uma lesão na medula, em 1999, praticou voleibol sentado e basquetebol em cadeira de rodas. Em 2010 optou pela esgrima em cadeira de rodas. Foi o primeiro colocado no ranking brasileiro em 2012 e 2013. Disputou os Jogos Paraolímpicos de Verão de 2016.